# Wassili Wassiljewitsch Reschetnikow
Wassili Wassiljewitsch Reschetnikow (russisch Василий Васильевич Решетников; * 23. Dezember 1919 in Jekaterinoslaw; † 20. März 2023 in Moskau) war ein sowjetischer Militärpilot, Generaloberst und Stellvertreter des Oberbefehlshabers der Luftstreitkräfte der Sowjetunion (1980–1986) und Held der Sowjetunion.

## Biografie
Die Vorfahren von Reschetnikow waren Künstler und Ikonenmaler. Der bekannteste war sein Onkel, der Volkskünstler der UdSSR Fjodor Reschetnikow.
In seiner Heimatstadt Jekaterinoslaw (heute Dnipro) besuchte er eine siebenklassige Schule und besuchte anschließend die RabFak. 1936 folgte er dem Aufruf des Komsomol „Komsomolzen - ins Flugzeug!“ (russisch «Комсомолец — на самолёт!») und trat in die Rote Armee ein. Er absolvierte 1938 die Schule für Militärflieger in Woroschilowgrad und diente dann bei den Fernfliegerkräften der UdSSR.

### Deutsch-Sowjetischer Krieg

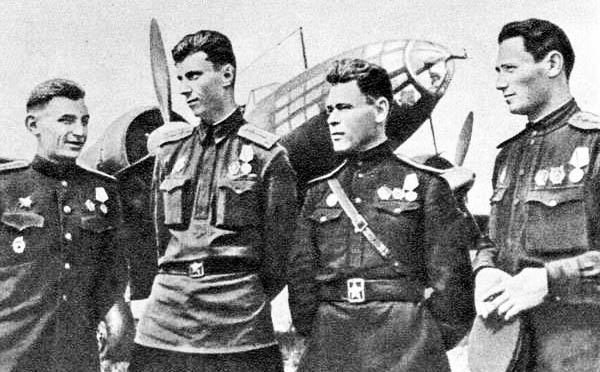
Die Piloten der Fernfliegerkräfte Wassili Wassiljewitsch Reschetnikow, Wladimir Roschtschenko, Pawel Radtschuk und Pawel Chrustaljow, 1943

Reschetnikow kämpfte seit Dezember 1941 im Deutsch–Sowjetischen Krieg. Er diente im 751. selbstständigen Fernbombenfliegerregiment, welches Ziele weit hinter den feindlichen Linien angreifen sollte. Er flog ein Bombenflugzeug Iljuschin Il-4 (DB-3F). 1942 trat der in die KPdSU ein.
In der Nacht auf den 10. September 1942 war er an einem Bombenangriff auf Berlin beteiligt. In der schwierigen ersten Kriegsperiode flog er Bombenangriffe auf entfernte militärisch-industrielle Zentren des Feindes: Budapest, Königsberg, Warschau, Danzig, Tilsit. Später nahm er an der Schlacht von Stalingrad teil.
Bis Ende Juni 1943 führte der Staffelkommandeur des 19. Garde-Fernbombenfliegerregiments (8. Garde-Bombenfliegerdivision der Fernfliegerkräfte (ADD) des 2. Garde-Bombenfliegerkorps der ADD), Hauptmann Wassili Reschetnikow, 204 Kampfeinsätze aus, davon 192 Flüge nachts. Entsprechend einem Erlass des Obersten Sowjets der UdSSR vom 27. Juli 1943 wurde Reschetnikow „Für die vorbildhafte Durchführung der Kampfeinsätze des Kommandos an der Front im Kampf gegen die deutschen Invasoren und das dabei gezeigte Heldentum“ der Titel Held der Sowjetunion und die Medaille „Goldener Stern“ verliehen. Gleichzeitig erhielt er den Leninorden.
Das Flugzeug Reschetnikows wurde zweimal abgeschossen. Das erste Mal im Februar 1942 an der Frontlinie, als er den Flugplatz Balbassawa bei Orscha bombardierte. Das zweite Mal über dem Hinterland des Feindes. Es dauerte mehr als eine Woche, bis er das Gebiet des Feindes verlassen konnte. 1943 war er an der Befreiung seiner Heimatstadt von den deutschen Eroberern beteiligt.
Seinen letzten Angriffsflug absolvierte Reschetnikow am 16. April 1945. Zu Kriegsende war er stellvertretender Regimentskommandeur.

### Nach dem Krieg
Nach dem Krieg wurde Reschetnikow zum Studium geschickt und beendete 1946 den Schnellkurs an der Militärakademie der Luftstreitkräfte in Monino. Im Sommer 1946 kehrte er in sein 19. Garde-Fernbombenfliegerregiment zurück und wurde zum Regimentskommandeur berufen. Er löste damit den Regimentskommandeur Alexander Schaposchnikow ab, der ihm in den ersten Jahren des Krieges half, die Fähigkeit des Nachtflugs zu erlernen. Er kommandierte das Regiment 8 Jahre lang.
1954 besuchte er auf eigenen Wunsch, unterstützt vom Kommandeur der Fernfliegerkräfte der UdSSR, Hauptmarschall der Luftstreitkräfte Alexander Alexandrowitsch Nowikow, die Höhere Militärakademie der Roten Armee „K.J. Woroschilow“. Er beendete die Akademie 1956 und wurde zum Divisionskommandeur berufen. Im Frühjahr 1959 stellte er gemeinsam mit General W. T. Taranow auf dem strategischen Bombenflugzeug Tu-95 einen neuen nichtoffiziellen Weltrekord im Langstreckenflug auf einer geschlossenen Strecke über 17.150 Kilometer auf. Sie übertrafen damit den US-amerikanischen Rekord um 2.700 Kilometer. Reschetnikow verbrachte dabei 20 Stunden am Steuerknüppel. Er landete auch mit einem schweren Bomber auf dem Eis der Laptewsee und war an der Erschließung der arktischen Flugplätze auf Franz-Josef-Land beteiligt.
Reschetnikow wurde ab 1968 Erster Stellvertreter des Kommandeurs und vom 20. Januar 1969 bis 1980 Kommandeur der Fernfliegerkräfte. In dieser Zeit leitete er mehrere staatliche Kommissionen zur Bewaffnung.
Von 1980 bis 1989 war er Stellvertreter des Oberkommandierenden der Luftstreitkräfte der Sowjetunion.

### Im Ruhestand
Im Oktober 1986 ging Reschetnikow in den Ruhestand.
2004 flog der Pilot zum letzten Mal. Mit 84 Jahren nahm er an der Flugschau Legenden der Luftfahrt in Monino teil und flog den US-amerikanischen Bomber B-25.
Er lebte in der Siedlung Monino und war 30 Jahre im Rat der Veteranen der Fernfliegerkräfte aktiv, 10 Jahre war er der Vorsitzende des Rats, anschließend Ehrenvorsitzender. Er verfasste mehrere autobiografische Werke. Er war der letzte lebende Held der Sowjetunion, der mit der Iljuschin Il-4 geflogen war. Er war auch der letzte lebende Pilot, der für seine Teilnahme am Großen Vaterländischen Krieg den Titel Held der Sowjetunion bekommen hatte.
Reschetnikow starb am 20. März 2023 im 104. Lebensjahr. Er wurde mit militärischen Ehren auf dem Militärgedenkfriedhof der Russischen Föderation beerdigt.

## Auszeichnungen
- Held der Sowjetunion (27. Juli 1943, Medaille „Goldener Stern“ № 1055);
- Verdienstorden für das Vaterland IV Klasse (22. Dezember 1999)[10];
- Orden der Ehre (12. April 2010);
- Drei Leninorden (31. Dezember 1942, 27. Juli 1943, 22. Februar 1955);
- Orden der Oktoberrevolution (8. Januar 1980);
- Drei Rotbannerorden (28. April 1944, 30. Dezember 1956, 22. Februar 1968);
- Alexander-Newski-Orden (6. April 1945);
- Orden des Vaterländischen Krieges I. Stufe (11. März 1985);
- Zwei Orden des Roten Sterns (29. März 1942, 19. November 1951);
- Orden „Für den Dienst am Vaterland in den Streitkräften der UdSSR“ III. Stufe (30. April 1975);
- Medaille „Für Verdienste im Kampf“ (1946);
- Medaille „Für die Verteidigung Leningrads“ (1942);
- Medaille „Für die Verteidigung Moskaus“ (1944);
- Medaille „Für die Verteidigung Stalingrads“ (1942);
- Medaille „Für die Einnahme Budapests“ (1945);
- Medaille „Für die Einnahme Königsbergs“ (1945);
- Medaille „Für die Einnahme Berlins“ (1945);
- Verdienter Militärflieger der UdSSR (19. August 1965);
- Preis der Regierung der Russischen Föderation für den bedeutenden Beitrag zur Entwicklung der Luftstreitkräfte (17. Dezember 2012) - Für die Organisation und Leitung beim Aufbau und der Entwicklung der Luftstreitkräfte in relevanten Führungspositionen[11];

Ausländische Auszeichnungen (Auswahl)
- Vaterländischer Verdienstorden in Gold (DDR, 6. Mai 1985);
- Offizier des Ordens Polonia Restituta (Polen, 6. Oktober 1973);
- Orden „9. September “ III. Stufe mit Schwertern (Bulgarien, 14. September 1974);
- Orden für militärische Verdienste (Mongolei, 6. Juli 1971);
- Medaille der Waffenbrüderschaft in Gold (DDR, 1. März 1983);
- Medaille „1300 Jahre Bulgarien“ (Bulgarien, 29. März 1982);
- Medaille 40 Jahre sozialistisches Bulgarien (Bulgarien, 15. Januar 1985);
- Medaille zur Festigung der Waffenbrüderschaft in Silber (ČSSR, 29. August 1974)
- Medaille für Waffenbrüderschaft I. Stufe (Ungarn, 20. Juni 1980);

## Andenken

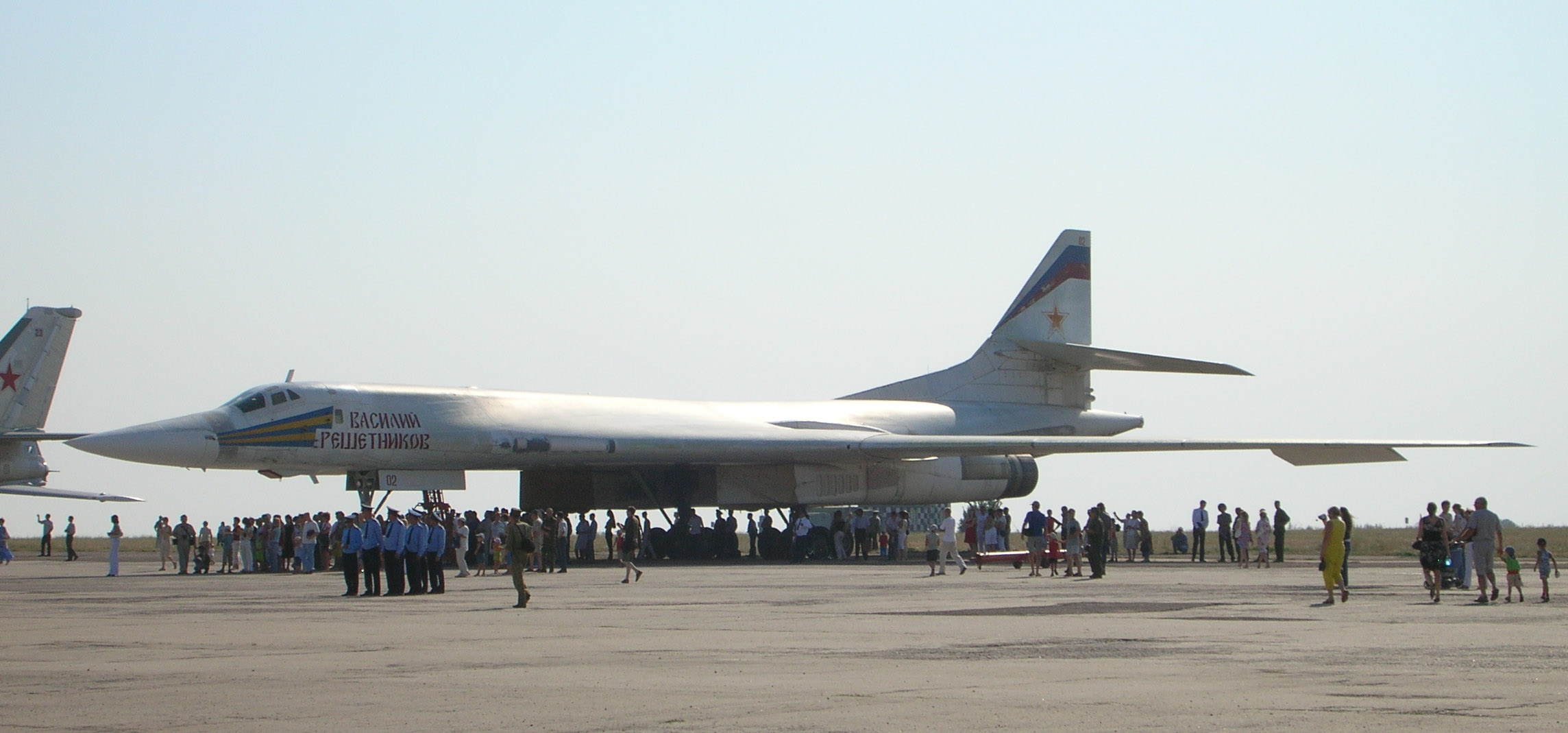
Der schwere strategische Schwenkflügel-Überschall-Bomber Tupolew Tu-160 „Wassili Reschetnikow“

- Nach Reschetnikow wurde ein strategischer Bomber Tu-160 der Luftstreitkräfte Russlands benannt.[12]

## Schriften (Auswahl)
- W.W. Reschetnikow: A. Golowanow. Lorbeeren und Dornen. Moskau 1998, ISBN 5-89710-004-7 (russisch, Originaltitel: А. Голованов. Лавры и тернии.).
- Auserwählte der Zeit. Delta NB, Moskau 2006 (russisch, Originaltitel: Избранники времени. Moskau 2006.).
- 307 Kampfeinsätze. Im Bombenflugzeug durch das Flugabwehrfeuer. Eksmo, Jausa, Moskau 2006, ISBN 5-699-15848-0 (russisch, Originaltitel: 307 боевых вылетов. На бомбардировщике сквозь зенитный огонь.).
- Was war-das war. Im Bombenflugzeug durch das Flugabwehrfeuer. Eksmo, Jausa, Moskau 2010, ISBN 978-5-699-39391-6 (russisch, loveread.ec – Originaltitel: Что было — то было. На бомбардировщике сквозь зенитный огонь.).
- Wir Fernflieger. Im Bombenflugzeug durch das Flugabwehrfeuer. Eksmo, Jausa, Moskau 2013, ISBN 978-5-699-64929-7 (russisch, Originaltitel: Мы — «дальники»! На бомбардировщике сквозь зенитный огонь.).
- Fjodor Reschetnikow. Künstler und Arktisfahrer (Hörbuch). Logoswos, Moskau 2019 (russisch, Originaltitel: Фёдор Решетников. Художник и полярник.).
- Einsatz der Langstreckenluftfahrt. In: Wojenno-istoritscheski Journal. Nr. 2, 1978, S. 35–40 (russisch, Originaltitel: Применение авиации дальнего действия.).
- Aus der Erfahrung von Fernflieger-Luftkampfeinsätzen im Einsatz der Bodentruppen. In: Wojenno-istoritscheski Journal. Nr. 7, 1984, S. 36–43 (russisch, Originaltitel: Из опыта боевых действий дальней авиации в операциях Сухопутных войск.).
- Aus der Erfahrung, Fernflieger-Luftangriffe gegen feindliche militärisch-industrielle Einrichtungen durchzuführen. In: Wojenno-istoritscheski Journal. Nr. 9, 1986, S. 34–40 (russisch, Originaltitel: Из опыта нанесения ударов авиацией дальнего действия по военно-промышленным объектам противника.).